# Vívás az 1976. évi nyári olimpiai játékokon
Az 1976. évi nyári olimpiai játékokon a vívás az 1960-as római olimpia óta kialakult szokás szerint nyolc versenyszámból állt. Férfi vívásban egyéni és csapatversenyt tartottak mindhárom fegyvernemben, női vívásban csak tőr egyéni és csapatverseny szerepelt a programban.

## Éremtáblázat
(A magyar csapat eltérő háttérszínnel, az egyes számoszlopok legmagasabb értéke, vagy értékei vastagítással kiemelve.)
| Az 1976. évi nyári olimpiai játékok éremtáblázata vívásban | Az 1976. évi nyári olimpiai játékok éremtáblázata vívásban | Az 1976. évi nyári olimpiai játékok éremtáblázata vívásban | Az 1976. évi nyári olimpiai játékok éremtáblázata vívásban | Az 1976. évi nyári olimpiai játékok éremtáblázata vívásban | Olimpia  |
| ---------------------------------------------------------- | ---------------------------------------------------------- | ---------------------------------------------------------- | ---------------------------------------------------------- | ---------------------------------------------------------- | -------- |
|                                                            | Ország                                                     | Arany                                                      | Ezüst                                                      | Bronz                                                      | Összesen |
| 1.                                                         | Szovjetunió (URS)                                          | 3                                                          | 2                                                          | 2                                                          | 7        |
| 2.                                                         | NSZK (FRG)                                                 | 2                                                          | 2                                                          | 0                                                          | 4        |
| 3.                                                         | Olaszország (ITA)                                          | 1                                                          | 3                                                          | 0                                                          | 4        |
| 4.                                                         | Magyarország (HUN)                                         | 1                                                          | 0                                                          | 2                                                          | 3        |
| 5.                                                         | Svédország (SWE)                                           | 1                                                          | 0                                                          | 0                                                          | 1        |
|                                                            |                                                            |                                                            |                                                            |                                                            |          |
| 6.                                                         | Franciaország (FRA)                                        | 0                                                          | 1                                                          | 2                                                          | 3        |
|                                                            |                                                            |                                                            |                                                            |                                                            |          |
| 7.                                                         | Románia (ROU)                                              | 0                                                          | 0                                                          | 1                                                          | 1        |
| 7.                                                         | Svájc (SUI)                                                | 0                                                          | 0                                                          | 1                                                          | 1        |
|                                                            |                                                            |                                                            |                                                            |                                                            |          |
| Összesen                                                   | Összesen                                                   | 8                                                          | 8                                                          | 8                                                          | 24       |

## Érmesek

### Férfi
| Az 1976. évi nyári olimpiai játékok férfi érmesei vívásban | | | |
| Versenyszám                                                | Arany | Ezüst | Bronz |
| tőr, egyéni                                                | Fabio Dal Zotto · Olaszország (ITA)                                                                              | Aljakszandr Ramanykov · Szovjetunió (URS)                                                                                | Bernard Talvard · Franciaország (FRA)                                                                         |
| kard, egyéni                                               | Viktor Krovopuszkov · Szovjetunió (URS)                                                                          | Vlagyimir Nazlimov · Szovjetunió (URS)                                                                                   | Viktor Szigyak · Szovjetunió (URS)                                                                            |
| párbajtőr, egyéni                                          | Alexander Pusch · NSZK (FRG)                                                                                     | Hans-Jürgen Hehn · NSZK (FRG)                                                                                            | Kulcsár Győző · Magyarország (HUN)                                                                            |
| tőr, csapat                                                | NSZK (FRG) · Matthias Behr · Thomas Bach · Harald Hein · Klaus Reichert · Erk Sens-Gorius                        | Olaszország (ITA) · Fabio Dal Zotto · Carlo Montano · Stefano Simoncelli · Giovanni Battista Coletti · Attilio Calatroni | Franciaország (FRA) · Christian Noël · Bernard Talvard · Didier Flament · Frédéric Pietruszka · Daniel Revenu |
| kard, csapat                                               | Szovjetunió (URS) · Viktor Krovopuszkov · Eduard Vinokurov · Viktor Szigyak · Vlagyimir Nazlimov · Mihail Burcev | Olaszország (ITA) · Mario Aldo Montano · Michele Maffei · Angelo Arcidiacono · Tommaso Montano · Mario Tullio Montano    | Románia (ROU) · Dan Irimiciuc · Ioan Pop · Marin Mustaţă · Cornel Marin · Alexandru Nilca                     |
| párbajtőr, csapat                                          | Svédország (SWE) · Carl von Essen · Hans Jacobson · Rolf Edling · Leif Högström · Göran Flodström                | NSZK (FRG) · Alexander Pusch · Hans-Jürgen Hehn · Reinhold Behr · Volker Fischer · Hanns Jana                            | Svájc (SUI) · François Suchanecki · Michel Poffet · Daniel Giger · Christian Kauter · Jean-Blaise Evéquoz     |

### Női
| Az 1976. évi nyári olimpiai játékok női érmesei vívásban | | |                                                                                               |
| Versenyszám                                              | Arany | Ezüst | Bronz                                                                                         |
| tőr, egyéni                                              | Tordasi Ildikó · Magyarország (HUN)                                                                                | Maria Consolata Collino · Olaszország (ITA)                                                                                          | Jelena Belova · Szovjetunió (URS)                                                             |
| tőr, csapat                                              | Szovjetunió (URS) · Valentyina Szidorova · Jelena Belova · Olga Knyazeva · Nailja Giljazova · Valentyina Nyikonova | Franciaország (FRA) · Brigitte Gapais-Dumont · Brigitte Latrille · Christine Muzio · Claudette Herbster-Josland · Véronique Trinquet | Magyarország (HUN) · Tordasi Ildikó · Kovács Edit · Maros Magda · Rejtő Ildikó · Bóbis Ildikó |

## Magyar részvétel
Az olimpián tizennyolc vívó – tizenhárom férfi és öt nő – képviselte Magyarországot. A magyar vívók összesen
- egy első,
- két harmadik,
- három negyedik és
- egy hatodik

helyezést értek el, és ezzel huszonöt olimpiai pontot szereztek. A legeredményesebb magyar vívó, Tordasi Ildikó egy arany- és egy bronzérmet nyert.
A következő táblázat eltérő háttérszínnel jelöli, hogy a magyar vívók mely versenyszámokban indultak, illetve feltünteti, hogy – ha az első hat között végeztek, – hányadik helyezést értek el:
| Magyar részvétel az 1976. évi nyári olimpiai játékok vívóversenyein |        |        |        |        |           |           |
| Vívó                                                                | tőr    | tőr    | kard   | kard   | párbajtőr | párbajtőr |
| Vívó                                                                | egyéni | csapat | egyéni | csapat | egyéni    | csapat    |
| Bóbis Ildikó                                                        | 6.     | 3.     |        |        |           |           |
| Erdős Sándor                                                        |        |        |        |        |           | 4.        |
| Fenyvesi Csaba                                                      |        |        |        |        |           | 4.        |
| Gedővári Imre                                                       |        |        |        | 4.     |           |           |
| Hammang Ferenc                                                      |        |        |        | 4.     |           |           |
| Kamuti Jenő                                                         |        |        |        |        |           |           |
| Komatits József                                                     |        |        |        |        |           |           |
| Kovács Edit                                                         |        | 3.     |        |        |           |           |
| Kovács Tamás                                                        |        |        |        | 4.     |           |           |
| Körmőczi Csaba                                                      |        |        |        | 4.     |           |           |
| Kulcsár Győző                                                       |        |        |        |        | 3.        | 4.        |
| Maros Magda                                                         |        | 3.     |        |        |           |           |
| Marót Péter                                                         |        |        |        | 4.     |           |           |
| Osztrics István                                                     |        |        |        |        | 4.        | 4.        |
| Rejtő Ildikó                                                        |        | 3.     |        |        |           |           |
| Schmitt Pál                                                         |        |        |        |        |           | 4.        |
| Somodi Lajos                                                        |        |        |        |        |           |           |
| Tordasi Ildikó                                                      | 1.     | 3.     |        |        |           |           |